# .at

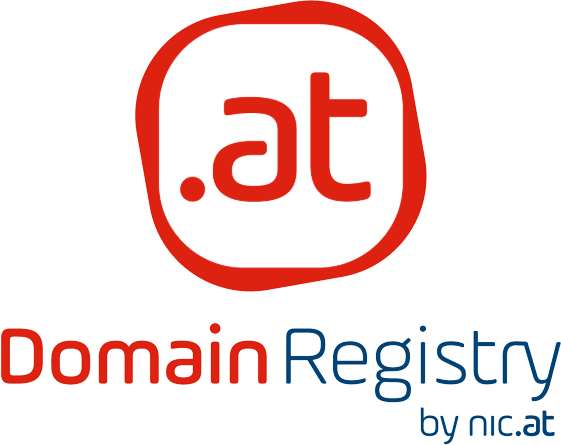
.at的標誌

.at為奧地利國家及地區頂級域（ccTLD）的域名。該域名於1988年1月20日啟用。它由nic.at負責管理。

## 二級域名
.at有许多二级域名：
- .ac.at（适用于大學等学术机构）
- .gv.at（适用于奧地利联邦和州政府）
- .co.at（商业公司）
- .or.at（各類组织）
- .priv.at（奥地利私人域名）

## 外部連結
- NIC.AT Website
- IANA .at whois information（页面存档备份，存于）
- Domain Hacks Suggest（页面存档备份，存于）